# Black Widow XXX: An Axel Braun Parody
Black Widow XXX: An Axel Braun Parody ist eine US-amerikanische Porno-Parodie auf den Film Black Widow. Der Film wurde 2021 bei den AVN Awards in mehreren Kategorien, unter anderem als „Best Featurette“ und „Outstanding Comedy“ ausgezeichnet.

## Handlung
Die russische Superspionin Natalia Romanova, welche amerikanischen S.H.I.E.L.D. Agentin arbeitet, wurde von einem Vollstrecker des russischen Waffenhändlers Georgi Luchkov entführt. Obwohl Romanova die Situation gut im Griff hat, entdeckt sie bald, dass ihre Entführung Teil einer viel größeren Verschwörung ist, die verheerende weltweite Auswirkungen hätte, wenn sie gelingen würde. Obendrein hat sich auch noch die tödliche Attentäterin Yelena Belova für das hinterhältige Komplott interessiert.

## Szenen
- Scene 1: John Strong, Mick Blue, Lacy Lennon
- Scene 2: Casey Kisses, Lacy Lennon
- Scene 3: Seth Gamble, Kenzie Taylor
- Scene 4: Ramon Nomar, Elena Koshka, Lacy Lennon

## Auszeichnungen
- 2022: AVN Award – Best Actress
- 2022: AVN Award – Best Feauterette
- 2022: AVN Award – Best Screenplay
- 2022: AVN Award – Outstanding Comedy
- 2021: NightMoves Award – First Choice Winners
- 2022: XBIZ Awards – Best Art Direction
- 2022: XBIZ Awards – Best Sex Scene – Feature Movie (Elena Koshka, Lacy Lennon, Ramon Nomar, Seth Gamble)
- 2022: XRCO Award – Best Parody

## Sonstiges
- Siehe auch: Captain Marvel XXX: An Axel Braun Parody